# Grande synagogue de Rome
 (février 2021).
Si vous disposez d'ouvrages ou d'articles de référence ou si vous connaissez des sites web de qualité traitant du thème abordé ici, merci de compléter l'article en donnant les références utiles à sa vérifiabilité et en les liant à la section « Notes et références ».
La grande synagogue de Rome (en italien : Tempio Maggiore di Roma) est la plus grande synagogue de la ville de Rome, construite peu de temps après l'unification italienne en 1870, lorsque Rome passa sous le houlette du royaume d'Italie. Victor Emmanuel II démantela alors le ghetto de Rome et récompensa les Juifs avec la citoyenneté italienne. Le bâtiment abritait auparavant la synagogue du ghetto.

## Histoire
Imaginé par Vincenzo Costa et Osvaldo Armanni, le monument fut construit entre 1901 et 1904 sur les rives du Tibre, dominant l'ancien ghetto, et près des maisons des Vallati. Le style moderne et éclectique de la synagogue est un choix délibéré de la communauté juive romaine qui voulait célébrer sa liberté et la montrer aux autres citoyens de la cité. Le dôme en aluminium est le seul de la ville à avoir une base carrée et rend aisé l'identification du bâtiment, même de loin. Sur place, des plaques commémorent les victimes juives de la Shoah et de l'attaque terroriste de l'OLP à l'aéroport de Rome le 27 décembre 1985 (18 morts, 120 blessés).
Le 13 avril 1986, le pape Jean-Paul II fit une visite inattendue à la grande synagogue de Rome, ce qui constitua la première visite d'un pape dans une synagogue depuis les premiers siècles de l'Église catholique romaine. Il fit une prière avec le Rabbin Elio Toaff, ancien grand rabbin de Rome. Ce geste a été perçu comme un premier pas vers une amélioration des relations entre le catholicisme et le judaïsme.

## Usages
La synagogue a fêté son centenaire en 2004. Elle sert non seulement de lieu de culte, mais aussi de centre culturel pour la Comunità Ebraica di Roma (communauté juive de Rome). Elle abrite également les bureaux du Grand-rabbin de Rome et le musée juif de Rome.